# Louis de La Verne
Louis de la Verne, chevalier puis comte, né en  1580 dans le comté de Bourgogne et mort à Limbourg en Belgique le 6 septembre 1654, est un militaire au service de la Couronne d'Espagne, dont le principal fait d'armes est d'avoir résisté victorieusement lors du siège de la ville de Dole (Jura) en 1636 par les troupes françaises conduites par le prince de Condé. Il fait partie de ces chefs militaires comtois comme également Bussolin ou D'Arnans (son compagnon d'armes en 1638), qui se sont brillamment illustrés pendant la guerre de Dix Ans.

## [6]Biographie

### Premières années et début de carrière
Issue d'une famille originaire de l'actuelle Haute-Saône, Louis de la Verne est le second fils de François de la Verne, seigneur de Saulnot et d'Adrienne Thomassin. Il a deux frères : Guillaume son aîné et jean-Claude qui seront également tous deux militaires.
Il commence très tôt sa carrière militaire car en 1595 il fait déjà partie de l'armée espagnole. Après une formation militaire aux Pays-Bas, sa bravoure lors du siège d'Ostende en Belgique (1603-1604) opposant l'Archiduc Albert aux Hollandais, où il est blessé et fait prisonnier, lui vaut d'être fait chevalier. Il sert dans plusieurs régiments des Pays-Bas espagnols et gravit brillamment alors tous les échelons des grades militaires.
En août 1634, Louis reçut l'ordre du marquis d'Aytona de lever un régiment de trois mille fantassins comtois, pour l'armée des Pays-Bas. Il repart donc pour la Franche-Comté. Il avait été nommé entretemps mestre de camp,

### La guerre de Dix Ans
La guerre arrive à son tour dans son comté de Bourgogne natal. En février 1635, le cardinal-Infant ordonne à De la Verne de se mettre sous les ordres du Duc de Lorraine malgré les protestations du parlement. En avril 1635, il défend la ville de Porrentruy lors de son siège par les Français, sous la pression de la bourgeoisie de la ville, il signe la reddition devant Turenne.
Il épouse le 25 avril 1635 Perronne de Vaudrey, fille de Jean de Vaudrey baron de Saint Rémy, Vallerois, Fay, Mailleroncourt, Vellechevreux chevalier de Saint-Georges et de Béatrix de Grammont-Granges, son épouse étant veuve de Philippe de Saint Mauris. Leur fille unique, Marie-Thérèse Dole de la Verne, naît le 24 mars 1636 deux mois avant le siège de la capitale comtoise et de son union le 23 février 1658 avec Antoine Alexis Tranchant, seigneur de Borey, naîtront 16 enfants qui prendront le nom de Tranchant de la Verne.
Le 22 juin 1635, il est nommé commandant du régiment puis de la ville de Dole, où il résiste du 27 mai au 15 août 1636 au siège des troupes françaises. La ville délivrée, La Verne reçut les félicitations du Parlement, du Magistrat dolois qui offrit 500 francs et 500 écus de vaisselle d'argent et fut titré Comte à titre honorifique par le Roi Philippe IV d'Espagne. Il reçoit également le gouvernement de la ville de Bréda. Quant à son régiment, il demeura en Comté et continua d'assurer la défense des villes principales comme Gray et Salins.
En 1638, il est de retour dans le comté ou il est nommé Grand-Gruyer du Comté de Bourgogne, le 9 mars. En 1639, avec César de Saix d'Arnans et le commandeur Jean-Baptiste de Saint-Maurice, il reprend plusieurs sites fortifiés aux Français, dont les châteaux de Châteauvillain, Chaux-dès-Crotenay, Crillat & Nozeroy.

### Oubli et affectations en Belgique
Malgré ces succès, Louis de la Verne tombe progressivement dans l'oubli au sein de sa province. De plus le commandant comtois n'a plus de prise sur son régiment, totalement contrôlé et administré par le parlement. En 1642, après avoir rédigé son testament, il quitte la Franche-Comté pour les Pays-Bas où il doit recevoir le gouvernement des pays de Trèves. En 1645 il capitule devant Turenne alors qu'il défend sa ville de Trêves avec seulement 200 hommes, après que l'archevêque-électeur Philippe von Sotern ait pris le parti des Français en trahissant son camp. Les bourgeois de la ville avaient également fait pression sur lui pour obtenir la fin des combats.
Il devient ensuite gouverneur du Limbourg de 1646 à 1649.
Il décède le 6 septembre 1654 en Belgique, alors que sa renommée s’est affaiblie, sa veuve ayant toutes les difficultés à se faire payer les arriérés de solde de son mari.
Dans son testament du 30 septembre 1642, fait à Dole lors de son départ de la Franche-Comté, il lègue l’usufruit de son héritage à sa femme à charge pour elle d’élever leur fille. Son attachement au Roi d'Espagne le conduit à léguer à la couronne le tiers des sommes qui pourraient lui être dues par l'État.

## Postérité
Gérard Louis dans son ouvrage La guerre de Dix Ans, 1634-1644, dresse ce bilan de sa vie: "Louis de la Verne fut quant à lui le type même du capitaine franc-comtois qui passa le plus clair de sa vie au service du roi d'Espagne. Les contemporains lui reconnaissent une grande clairvoyance et un sang-froid à toute épreuve, qualités peu spectaculaires mais au combien précieuses chez un homme de guerre. Loin des Spinolas, Mansfeild, Wallenstein, Weimar et d'autres dont l'histoire a retenu le nom, De la Verne fut un vrai personnage de la guerre de Trente Ans. Mais qui aujourd'hui se souvient encore du défenseur de 1636 hormis quelques érudits dolois?"

## Armoiries et titres

### Armoiries
- Blason : de gueules au lambel d’or à deux pendants.
- Timbre: une clé d'or [1].

### Titres
Louis de la Verne est né noble (écuyer), puis est fait chevalier en 1604 et enfin comte en 1636 à titre honorifique et personnel.